# Пшибиславіце (гміна Голча)
Пшибиславіце (пол. Przybysławice) — село в Польщі, у гміні Голча Меховського повіту Малопольського воєводства.
Населення — 346 осіб (2011).
У 1975-1998 роках село належало до Краківського воєводства.

## Демографія
Демографічна структура станом на 31 березня 2011 року:
|          | Загалом | Допрацездатний вік | Працездатний вік | Постпрацездатний вік |
| -------- | ------- | ------------------ | ---------------- | -------------------- |
| Чоловіки | 174     | 39                 | 111              | 24                   |
| Жінки    | 172     | 24                 | 100              | 48                   |
| Разом    | 346     | 63                 | 211              | 72                   |